# Centruroides romeroi
Espèce
Centruroides romeroi est une espèce de scorpions de la famille des Buthidae.

## Distribution
Cette espèce est endémique du Michoacán au Mexique. Elle se rencontre vers Coalcomán de Vázquez Pallares.

## Description
Les mâles mesurent de 33 à 45 mm et les femelles de 34 à 40 mm.

## Étymologie
Cette espèce est nommée en l'honneur de Mario Manuel Romero Tinoco.

## Publication originale
- Quijano-Ravell, Armas, Francke & Ponce-Saavedra, 2019 : « A new species of the genus Centruroides Marx (Scorpiones, Buthidae) from western Michoacán State, México using molecular and morphological evidence. » ZooKeys, no 859, p. 31-48 (texte intégral).